# Buses Cruz del Sur
Transportes Cruz del Sur es una empresa de transporte de pasajeros de la Región de Los Lagos, Chile, perteneciente al holding de Empresas Cruz del Sur que cuenta con servicios de buses en las ciudades de Santiago, Temuco, Valdivia, Osorno, Puerto Varas, Puerto Montt, Ancud, Castro y Quellón. 
La empresa pertenece a un grupo local de propiedad de la familia Almonacid que incluye compañías como Pullman Sur, Naviera Cruz del Sur, Turibus, y Bus Norte Internacional. Es la quinta empresa de buses de transporte de pasajeros interurbanos más grande del país, detrás de Tur Bus, Pullman Bus, Cóndor Bus y Eme Bus.

## Historia
Buses Cruz del Sur fue fundada el 22 de noviembre de 1958 por Juan Almonacid Soto (†) y Mario Marchant Binder (†) con la idea de conectar a la Isla de Chiloé con el continente, contando en los inicios con dos micros Ford, una del año 1954 y otra del año 1957. 

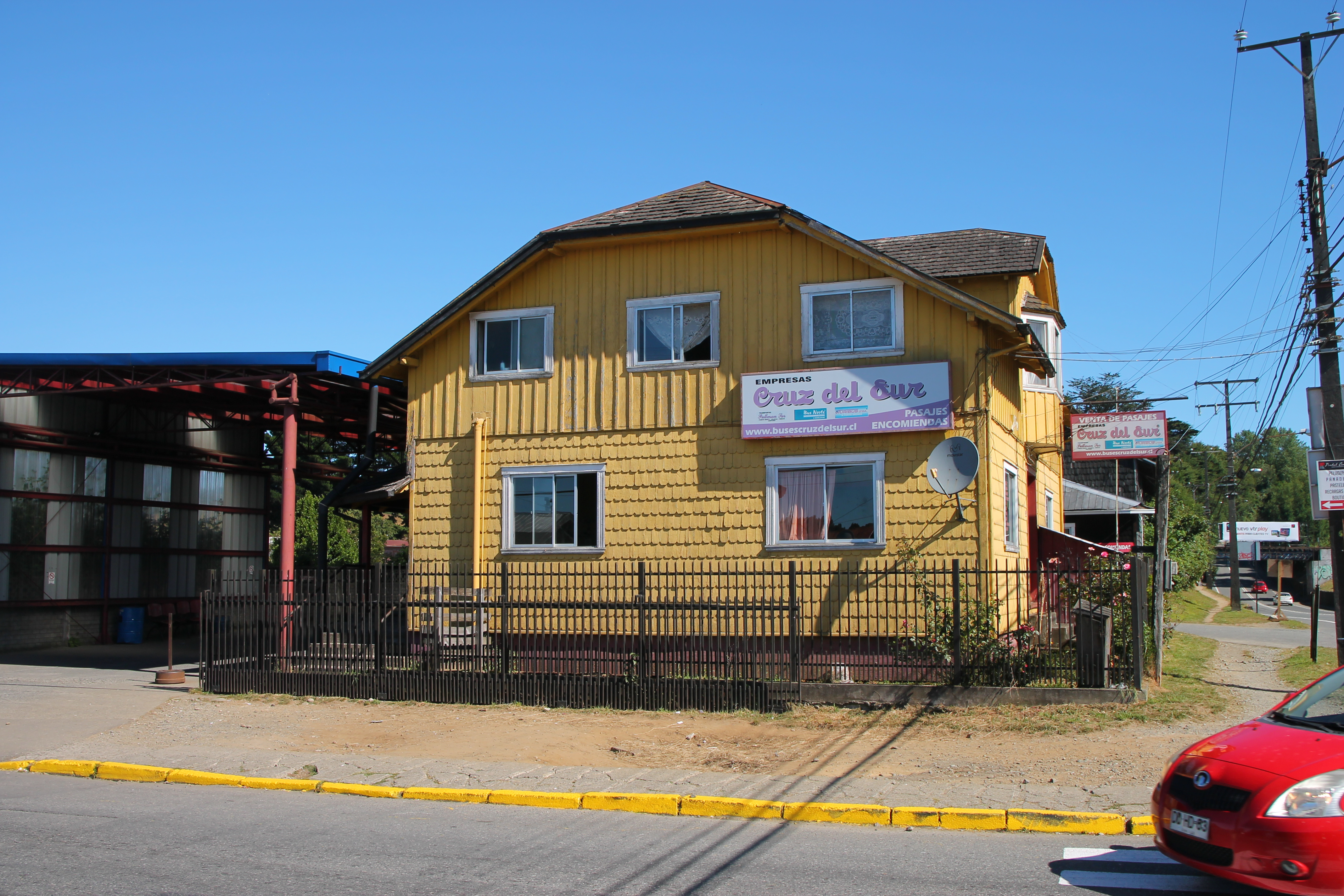
Terminal Cruz del Sur, Puerto Varas.

El primer servicio de la compañía consideraba un viaje de aproximadamente ocho horas de duración, uniendo Puerto Montt con Ancud y cruzando el Canal de Chacao con una pequeña embarcación a vela. En 1972 el servicio llega hasta la ciudad de Quellón y en 1975 ya estaba en operaciones la línea que conecta las ciudades de Castro y Temuco. 
Corría el año 1978 cuando el primer bus de la empresa hizo ingreso a Santiago, creando el primer servicio entre Castro, Isla de Chiloé y la capital chilena.
Por el año 1983 se retira de la propiedad Mario Marchant Binder, quedando la familia Almonacid como dueños del holding, llevando a cabo un proceso de expansión que llevó a crear varias compañías más.
Para fines de 2017 tienen cerca de 200 buses, 113 de los cuales estaban inscritos en el Ministerio de Transporte.
Sus talleres principales se ubican en calle Pilpilco 0150, en uno de los barrios industriales de la ciudad de Puerto Montt, donde tiene su casa matriz además de un terminal propio en unas de las vías de acceso a la ciudad.
Debido a la intensa competencia y a las consecuencias económicas provocadas por la pandemia de Covid-19, el servicio de buses ha experimentado una significativa reducción de destinos, especialmente en lo que respecta a los horarios de salida. A fecha de 2024, solo están disponibles los destinos hacia las ciudades de Santiago, Temuco, Valdivia, Osorno, Puerto Varas, Puerto Montt, Ancud, Castro y Quellón.Por lo que el resto de las ciudades dejaron sin servicio, como lo son Rancagua, San Fernando, Concepción, Talcahuano, Los Ángeles, Loncoche, Los Lagos, Lanco, San José de la Mariquina, Paillaco, Frutilar, Llanquihue, Dalcahue, Chonchi, Punta Arenas y Bariloche (Argentina).

## Oficinas
Desde Santiago, la empresa sale desde dos rodoviarios, el Terminal Sur y el Terrapuerto Los Héroes, teniendo además oficinas en el Paseo Las Palmas de la comuna de Providencia.
Al mismo tiempo Transportes Cruz del Sur cuenta con instalaciones en calle Erasmo Escala al llegar a Chacabuco en Santiago Centro y también con un taller en San Gumercindo con Embajador Quintana, en la comuna de Estación Central.